# Taopi (Minnesota)
Taopi – miasto w Stanach Zjednoczonych, w stanie Minnesota, w hrabstwie Mower.